# أغل نذري (قلعة أصغر)
أغل نذري (بالفارسية: اغل نذری) هي قرية تقع في إيران في ناحية لاله زار. يقدر عدد سكانها بـ 0 نسمة بحسب إحصاء 2016.